# متطوع في المستشفى
متطوع في المستشفى (Hospital volunteer) أو متطوعو المستشفى أو كاندي ستريبرز «الحلوى الشريطية» في الولايات المتحدة، دون أجر منتظم في أماكن متنوعة من أماكن الرعاية الصحية، وغالبًا ما تكون تحت الإشراف المباشر للممرضات. يُشتق مصطلح الحلوى الشريطية أو كاندي ستريبرز من مقلمات مخططة باللونين الأحمر والأبيض بالإنجليزية: the red-and-white striped pinafores كانت ترتديها المتطوعات تقليديًا، وهو يذكرنا بقصب الحلوى. لكن الزي هذا أقل استخدامًا في البيئات السريرية الحالية.
ويوجد أيضًا منظمة متطوعة أخرى بالمستشفى برعاية الصليب الأحمر الأمريكي، «المراهقون الزرق بالإنجليزية:Blue Teens» كانوا يرتدون (مقلمات مخططة بالأزرق والأبيض بالأنجليزية:blue-and-white striped pinafores). وكانت المتطوعات البالغات في هذه المنظمة يعرفن باسم «السيدات الرمادية بالأنجليزية: Grey Ladies» وكانن يرتدين الزي الرمادي الفاتح.
في الولايات المتحدة، يعتبر التطوع ذات أهمية كبيرة للمرضى الأفراد وكذلك لنظام الرعاية الصحية بشكل عام. يتطوع بعض الأشخاص خلال المدرسة الثانوية أو الكلية (ونادرًا ما يكونون في مستوى المدرسة المتوسطة)، بدافع الفضول حول مهن الرعاية الصحية، أو الاهتمام بالتعلم ليكونوا في خدمة منظمة تطوعية مجتمعية، أو لتلبية متطلبات خدمة المجتمع كما هو مطلوب من قبل بعض المدارس. بالإضافة إلى ذلك، يختار أشخاص آخرون التطوع في مراحل لاحقة من حياتهم، خاصة بعد التقاعد.

## التاريخ
نشأت كاندي ستريبرز كمشروع لصفوف التربية المدنية في المدرسة الثانوية في إيست أورانج، نيو جيرسي، في عام 1944. تم خياطة الزي المدرسي من قبل الفتيات في الفصل من المواد التي قدمها المعلم - قماش مخطط باللونين الأحمر والأبيض يعرف باسم شريط الحلوى". اختار الطلاب المستشفى إيست أورانج العام كمنزل لمشروعهم الدراسي.
كانت Blue Teens أو Grey Ladies من المنظمات التطوعية في المستشفى برعاية الصليب الأحمر الأمريكي. ترتدي المرهقات، زيًا مخططًا باللونين الأزرق والأبيض، وغالبًا يكونو طلاب في سن المدرسة الثانوية اما السيدات كان الزي الرسمي لهم الرمادي الفاتح. كما يتم ارتداء دبابيس والرقع من الصليب الأحمر على الزي الرسمي الذي يشير إلى إكمال تدريب الصليب الأحمر المطلوب.
عادة ما تدعم المستشفى إما كاندي ستريبر أو متطوعي بلو فيين ولكن ليس كلاهما.

## الواجبات
تختلف واجبات المتطوعين بالمستشفى بشكل كبير حسب المنشأة. قد يعمل المتطوعون في مناطق استقبال الموظفين ومحلات بيع الهدايا؛ ملف واسترداد الوثائق والبريد؛ إخراج القمامة تنظيف. توفير دعم إداري؛ المساعدة في البحث باتباع إجراءات التعقيم الصارمة للزجاج والأواني البلاستيكية المخبرية، المعروفة باسم التعقيم؛ مساعدة الزوار. زيارة مع المرضى أو نقل أشياء صغيرة متنوعة مثل الزهور والسجلات الطبية وعينات المختبر والأدوية من وحدة إلى أخرى. تشمل المهام التطوعية الأخرى تشغيل برنامج العلاج بالموسيقى أو الفن، حيث يقوم المتطوعون برسم أو العزف على آلة للمرضى. حتى أن بعض المستشفيات تستخدم المتطوعين لاحتضان الأطفال حديثي الولادة.
تطلب بعض المستشفيات من متطوعيها المساعدة في واجبات الحراسة، مثل تجريد الأسرة من البياضات وإعادة تشكيلها. ومن بين «المتطوعين المتقدمين» الآخرين منسقي رعاية المرضى والمنسقين المتطوعين. يجب أن يعمل هؤلاء المتطوعون بناءً على أوامر ممرضة أو طبيب ويتم إعطاؤهم تدريبًا خاصًا للسماح لهم بالعمل مع المرضى. كما أنها أكثر شيوعًا في المستشفيات الكبيرة، ولا سيما المستشفيات التابعة للجامعة والمستشفيات التعليمية، لأنها تسمح لطلاب ما قبل الطب باكتساب الخبرة في رعاية المرضى من خلال تخفيف الضغط عن فريق الرعاية المشغول.
تقوم بعض المستشفيات بإدارة متطوعيها من وحدة التشتيت وتعيينهم في مهام بناءً على متطلبات العمل في الوقت الفعلي، بينما تقوم المستشفيات الأخرى بتعيين متطوعين لوحدة واحدة طوال مدة خدمتهم. كانت المتطوعات يرتدين كنزات باللونين الوردي والأبيض، بينما يرتدي المتطوعون الذكور قمصانًا زرقاء فاتحة فوق بنطلون داكن. غالبًا ما يرتدي المتطوعون من الذكور والإناث قميصًا موحدًا أو قميص بولو أو قميصًا آخر قصير الأكمام مع بنطلون. يرتدي بعض المتطوعين (خاصة «المتطوعين المتقدمين») Scrubs ، ولكن يتم تجنب ذلك عادة حتى لا يتم الخلط بين المتطوعين والعاملين في المجال الطبي. يرتدي جميع المتطوعين بطاقات الهوية داخل المستشفى التي تشير بشكل بارز إلى حالة المتطوع ومكانته.

## وصلات خارجية
- StoryCorps Interview - Oral History
- Volunteer Management Professionals of Canada
- Association for Healthcare Volunteer Resource Professionals (AHVRP)